# Canton de Dinard
Le canton de Dinard est une ancienne division administrative française, située dans le département d'Ille-et-Vilaine et la région Bretagne.

## Composition
Le canton de Dinard regroupait les six communes suivantes :
| Nom                  | Code Insee | Intercommunalité   | Superficie (km2) | Population (dernière pop. légale) | Densité (hab./km2) |
| -------------------- | ---------- | ------------------ | ---------------- | --------------------------------- | ------------------ |
| Dinard               | 35093      | CC Côte d'Émeraude | 7,84             | 9 846 (2014)                      | 1 256              |
| Le Minihic-sur-Rance | 35181      | CC Côte d'Émeraude | 3,91             | 1 399 (2014)                      | 358                |
| Pleurtuit            | 35228      | CC Côte d'Émeraude | 29,67            | 6 488 (2014)                      | 219                |
| La Richardais        | 35241      | CC Côte d'Émeraude | 3,14             | 2 276 (2014)                      | 725                |
| Saint-Briac-sur-Mer  | 35256      | CC Côte d'Émeraude | 8,06             | 1 978 (2014)                      | 245                |
| Saint-Lunaire        | 35287      | CC Côte d'Émeraude | 10,27            | 2 279 (2014)                      | 222                |

### Anciennes communes et modifications territoriales
Contrairement à beaucoup d'autres cantons, le canton de Dinard n'incluait aucune commune supprimée depuis la création des communes sous la Révolution. Les seules modifications sont la création de la commune du Minihic-sur-Rance en 1849 par prélèvement sur le territoire de Pleurtuit, et de celle de La Richardais à partir de la même commune en 1880.

## Histoire
Le canton de Dinard s'appelait canton de Pleurtuit jusqu'au décret du 31 juillet 1879. De 1833 à 1848, les cantons de Châteauneuf et de Pleurtuit (Dinard) avaient le même conseiller général. Le nombre de conseillers généraux était limité à trente par département.

## Représentation

### Conseillers généraux de 1833 à 2015
| Période | Période           | Identité                                    | Étiquette              | Qualité |
| ------- | ----------------- | ------------------------------------------- | ---------------------- | --- |
| 1833    | 1833 (démission)  | Louis Blaize père (1784-1864)               | Centre gauche          | Négociant et armateur, conseiller municipal de Saint-Malo, ancien député (1830-1833), également élu par le canton de Saint-Malo et par le canton de Saint-Servan                         |
| 1833    | 1845 (décès)      | Fidèle-Marie Gaillard de Kerbertin          | Majorité ministérielle | Premier président de la cour royale de Rennes, député (1830-1842), président du conseil général                                                                                          |
| 1845    | 1848              | Louis Bourdet                               | Orléaniste             | Notaire honoraire commandant la Garde nationale de Saint-Malo |
| 1848    | 1867              | Édouard Charles Marie Garnier-Keruault      |                        | Lieutenant-colonel d'artillerie, Saint-Malo |
| 1867    | 1871              | Jean-Baptiste Brindejonc des Moulinais      | Droite                 | Docteur en médecine Maire de Pleurtuit |
| 1871    | 1877              | Émile Buot                                  | Républicain            | Armateur à Saint-Briac |
| 1877    | 1883              | Jean-Baptiste Brindejonc des Moulinais      | Droite                 | Docteur en médecine Maire de Pleurtuit |
| 1883    | 1889              | Louis Lhôtelier                             | Républicain            | Notaire, maire de Dinard (1876-1900) |
| 1889    | 1890 (annulation) | Maurice Goislard de Villebresme (1847-1913) | Droite                 | Officier de cavalerie, maire de Saint-Briac |
| 1890    | 1900 (décès)      | Louis Lhôtelier                             | Républicain            | Maire de Dinard (1876-1900) |
| 1900    | 1901              | Victor-Léon Grandin                         | Républicain            | Capitaine d'infanterie en retraite à Dinard |
| 1901    | 1913              | Louis Lhôtelier                             | Républicain            | Notaire à Dinard, suppléant du juge de paix |
| 1913    | 1930 (démission)  | Paul Crolard                                | Rad.-PRS               | Propriétaire, maire de Dinard (1927-1930) |
| 1930    | 1940              | Guy La Chambre                              | Rad.                   | Député (1928-1940), sous-secrétaire d'État (1932-1934), ministre (1934, 1938-1940), maire de Saint-Servan-sur-Mer (1932-1940)                                                            |
|         |                   |                                             |                        | |
| 1943    | 1945              | Arsène Jeanne                               |                        | Commandant en retraite, maire de Dinard (1941-1944), nommé conseiller départemental en 1943                                                                                              |
|         |                   |                                             |                        | |
| 1945    | 1951              | Louis Léouffre                              | MRP                    | Directeur de banque, maire de Dinard (1945-1953) |
| 1951    | 1958              | Guy La Chambre                              | CNIP                   | Député (1928-1940 et 1951-1958), sous-secrétaire d'État (1932-1934), ministre (1934, 1938-1940 et 1954-1955), maire de Saint-Servan-sur-Mer (1932-1940), maire de Saint-Malo (1947-1965) |
| 1958    | 1964              | Georges Coudray                             | MRP                    | Pharmacien, chirurgien-dentiste, maire de Paramé, député (1945-1955 et 1958-1962) |
| 1964    | 1988              | Yvon Bourges                                | UDR puis RPR           | Député (1962-1965 et 1973-1975), maire de Dinard (1962-1967 et 1971-1989), sénateur (1980-1998), ministre (1972-1973 et1975-1980), président du conseil régional (1986-1998)             |
| 1988    | 1994              | Antoine Launay                              | PS                     | Directeur d'école, maire de La Richardais (1977-1998) |
| 1994    | 2008              | Charles Thépaut                             | RPR > DVD              | Officier en retraite, maire de Pleurtuit |
| 2008    | 2015              | Michel Penhoët                              | PRG                    | Agriculteur, maire de Saint-Lunaire |

Le canton participait à l'élection du député de la septième circonscription d'Ille-et-Vilaine.

### Conseillers d'arrondissement (de 1833 à 1940)
| Période                                  | Période      | Identité                              | Étiquette      | Qualité |
| ---------------------------------------- | ------------ | ------------------------------------- | -------------- | --- |
| 1833                                     | 1845         | M. Cadet                              |                | Maire de Saint-Énogat                                                                                       |
| 1845                                     | 1848         | Philippe Hervichon-Servan (1790-1865) |                | Capitaine au long cours, propriétaire à Saint-Énogat et à Saint-Briac                                       |
|                                          |              |                                       |                | |
|                                          | 1888 (décès) | Julien Martin Merdrignac (1819-1888)  |                | Maître de cabotage, Saint-Énogat                                                                            |
|                                          |              |                                       |                | |
|                                          | 1892         | M. Collet                             | Droite         | |
| 1892                                     | 1893 (décès) | Noël Chollet                          | Républicain    | |
| 1893                                     | 1894 (décès) | Jean-Baptiste Bugault (1843-1893)     |                | Maitre du cabotage à Pleurtuit                                                                              |
|                                          |              |                                       |                | |
| 1901                                     | 1919         | Joseph-Nicolas Brugaro (1859-1933)    | Républicain-RG | Maire de Pleurtuit (1903-1933), administrateur du comice agricole de Dinard                                 |
| 1919                                     | 1928         | Jean Robert                           | RG             | Négociant à Pleurtuit                                                                                       |
| 1928                                     | 1934         | Marcel Degonzague (1879-1962)         | PDP            | Ancien militaire, négociant en bois et charbon, adjoint au maire de Dinard                                  |
| 1934                                     | 1940         | Alexandre Lenoir                      | RG             | Ancien instituteur, suppléant du juge de paix, conseiller municipal de Dinard                               |
| 1940                                     |              |                                       |                | Les conseils d'arrondissement ont été suspendus par la loi du 12 octobre 1940 et n'ont jamais été réactivés |
| Les données manquantes sont à compléter. |              |                                       |                | |

## Démographie
| 1962   | 1968   | 1975   | 1982   | 1990   | 1999   | 2006   | 2011   | 2012   |
| ------ | ------ | ------ | ------ | ------ | ------ | ------ | ------ | ------ |
| 17 967 | 17 765 | 18 215 | 19 825 | 21 283 | 22 668 | 23 790 | 24 408 | 24 417 |